# Filtro bayesiano
Un filtro bayesiano (dal nome del noto matematico Bayes vissuto nel XVIII secolo) è una forma di filtraggio dello spam che si basa sull'analisi del contenuto delle email. Questa tecnica (di grande efficacia) è complementare ai sistemi di blocco basati su indirizzo IP, le cosiddette liste nere.
Il filtro bayesiano applica all'analisi delle email un teorema, espresso per l'appunto da Bayes, secondo il quale ogni evento cui è attribuita una probabilità è valutabile in base all'analisi degli eventi già verificatisi. Nel caso dell'analisi antispam, se in un numero n delle mail analizzate in precedenza, l'utente ha marcato come spam quelle che contenevano la parola "sesso", il filtro ne dedurrà che la presenza di quella parola innalza la probabilità che le mail seguenti contenenti quella parola siano a loro volta spam.
In questo modo, il sistema è in grado di adattarsi in maniera dinamica e veloce alle nuove tipologie di spam.
Gran parte dei software di analisi delle email antispam, ormai, adotta questo genere di tecnologia.

## Client di posta elettronica con filtro bayesiano
- Mozilla Thunderbird[3][4]
- Evolution[5]